# Aray Bridge

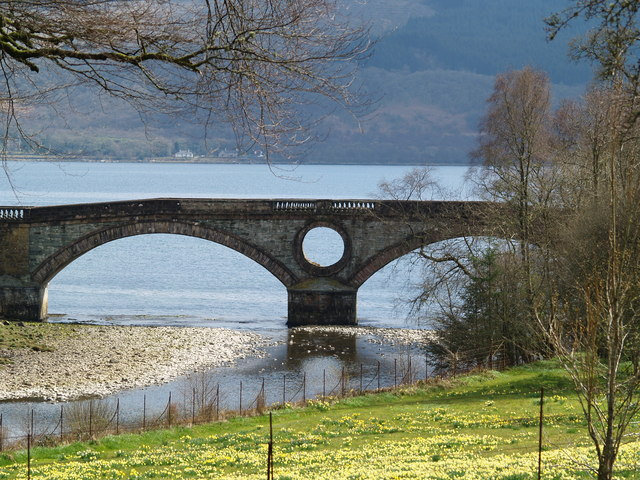
Aray Bridge

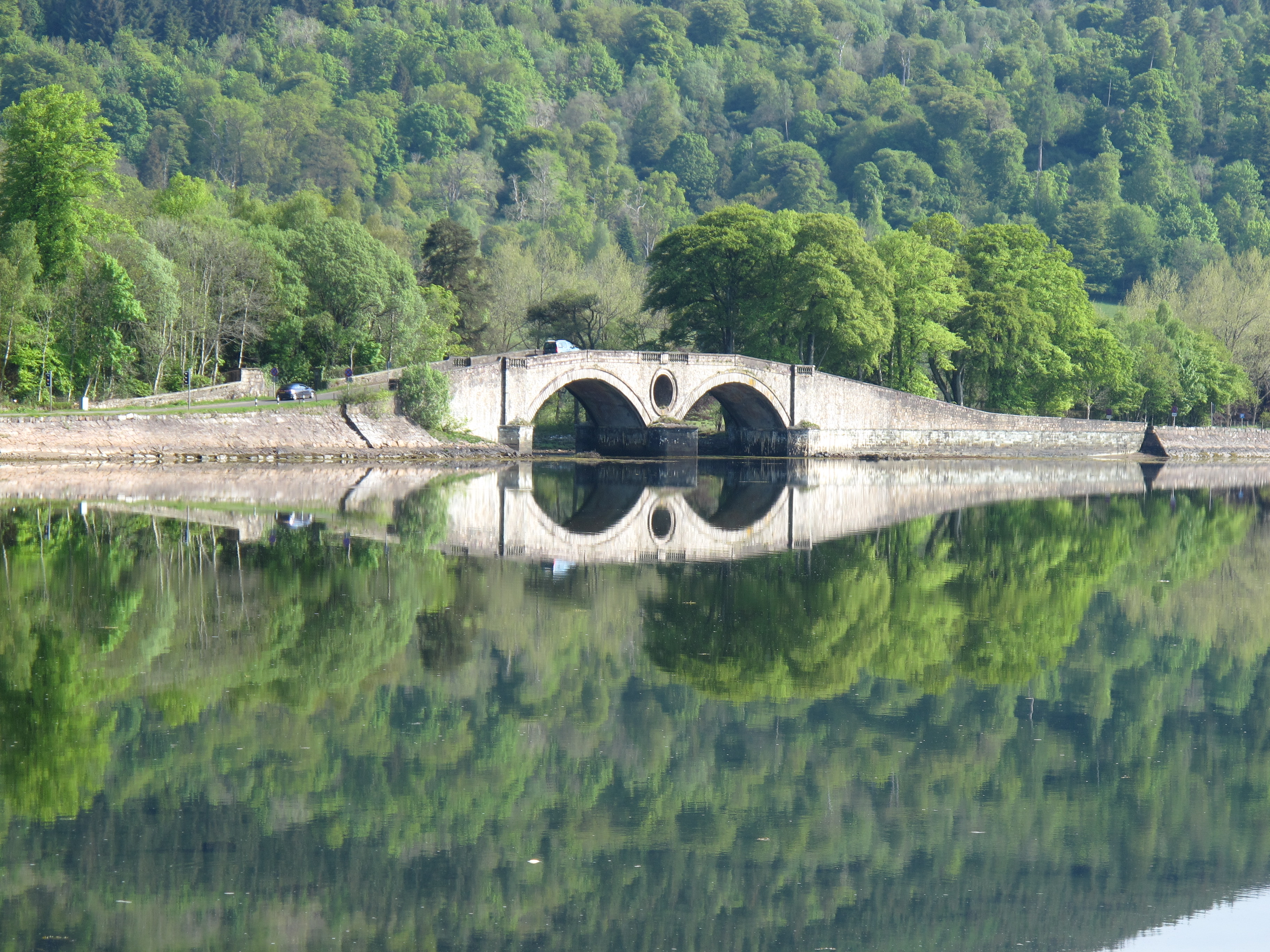
Panorama

Die Aray Bridge, auch Inveraray Bridge, ist eine steinerne Bogenbrücke über die Mündung des Aray in den Loch Fyne nördlich von Inveraray. Ungleich der etwa zwei Kilometer nordöstlich gelegenen und durch ein neueres Bauwerk ersetzte Garron Bridge verläuft auch heute noch die A83, die den Süden der Region bis zur Halbinsel Kintyre an den Central Belt anschließt, über diese Brücke.
Die Aray Bridge wurde im Jahre 1775 fertiggestellt. Sie ersetzte dabei eine 1758 errichtete Vorgängerbrücke, die ein Hochwasser 1772 zerstörte. Als Architekt war Robert Mylne für die Planung verantwortlich, die er 1773 abschloss. Die Originalpläne befinden sich in Besitz des Duke of Argyll. 1971 wurde die Aray Bridge in die schottischen Denkmallisten in der höchsten Kategorie A aufgenommen. Die Aray Bridge gehört zu den Ländereien des wenige hundert Meter entfernten Inveraray Castle.

## Beschreibung
Die aus Bruchstein gebaute Brücke besteht aus zwei Segmentbögen. Diese sind ebenso wie die Pfeiler mit verziertem Blendmauerwerk verkleidet. Die Fahrbahn ist durch eine niedrige Mauer beidseitig begrenzt. In der Brückenmitte ist sie für ein kurzes Stück als Balustrade gearbeitet. Oberhalb des Mittelpfeilers ist eine vertikal verlaufende Öffnung geführt, durch welche das Wasser des Aray im Falle einer Überflutung ablaufen kann und somit einen geringeren Druck auf die Konstruktion ausübt.